# Limbach (Asbach)

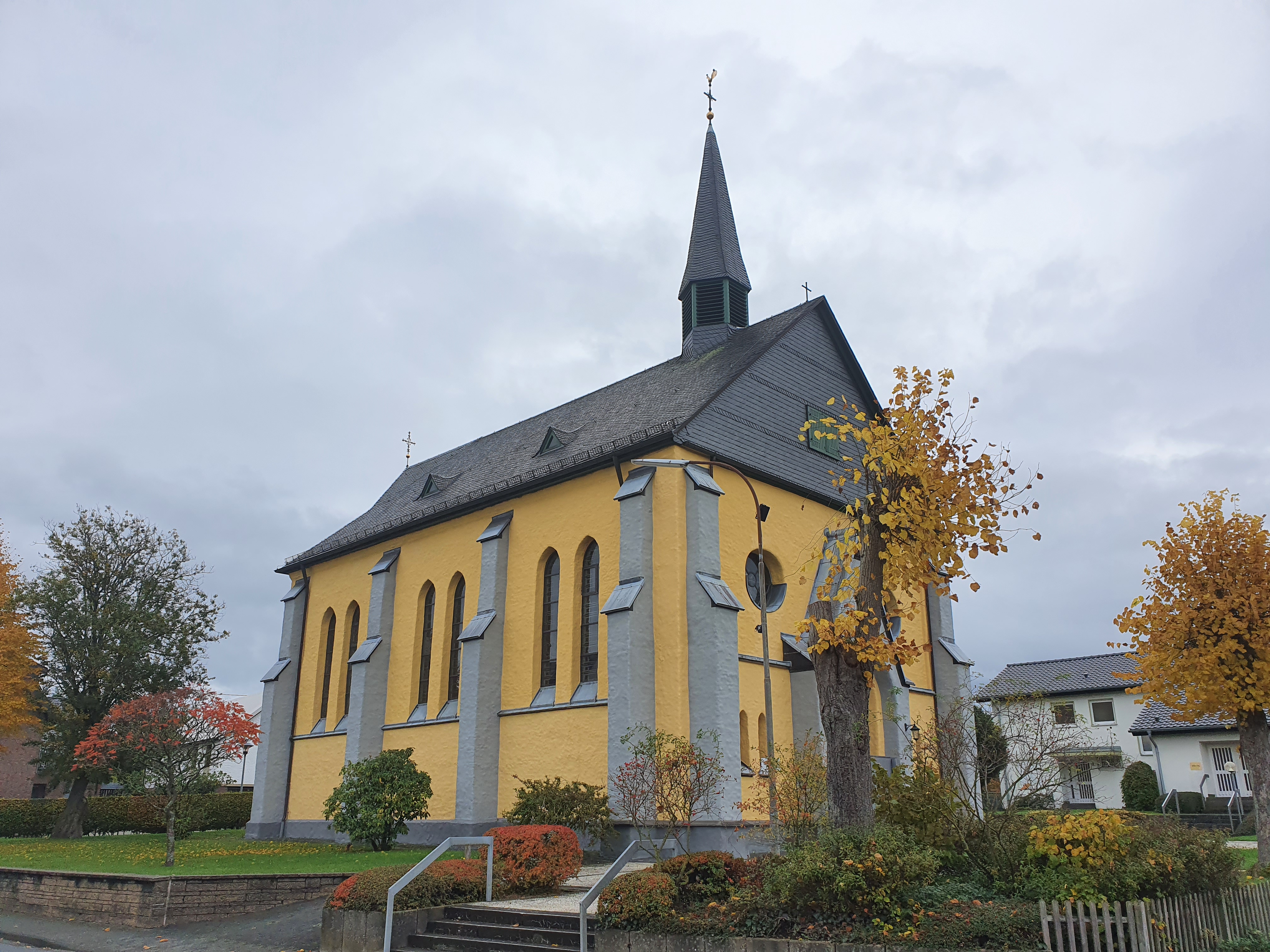
Katholische Rektoratskirche in Limbach

Limbach (mundartlich „Lempich“) ist ein Ortsteil der Ortsgemeinde Asbach im Landkreis Neuwied im nördlichen Rheinland-Pfalz. Der Ort ist landwirtschaftlich geprägt, hat aber den Charakter einer Wohngemeinde.

## Geographie

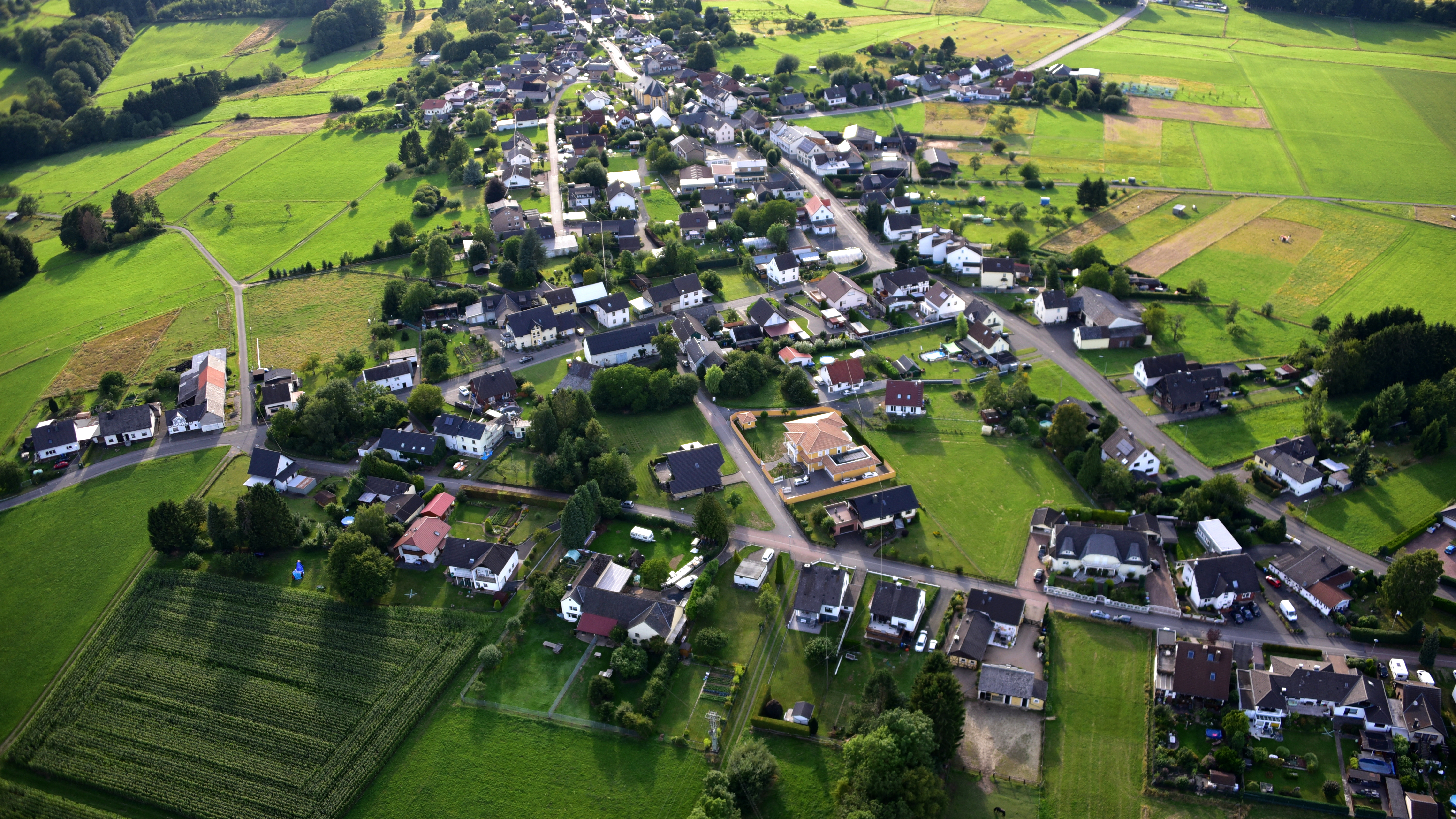
Limbach (Asbach), Luftaufnahme (2019)

Das Dorf liegt im Niederwesterwald nordöstlich des Hauptortes Asbach in der Nähe der Landesgrenze nach Nordrhein-Westfalen und der Grenze zum Landkreis Altenkirchen. Limbach ist über die Kreisstraße 61 mit dem Asbacher Ortsteil Löhe und der Landesstraße 255 sowie über die Kreisstraße 70 mit dem Ortsteil Sessenhausen verbunden.

## Geschichte

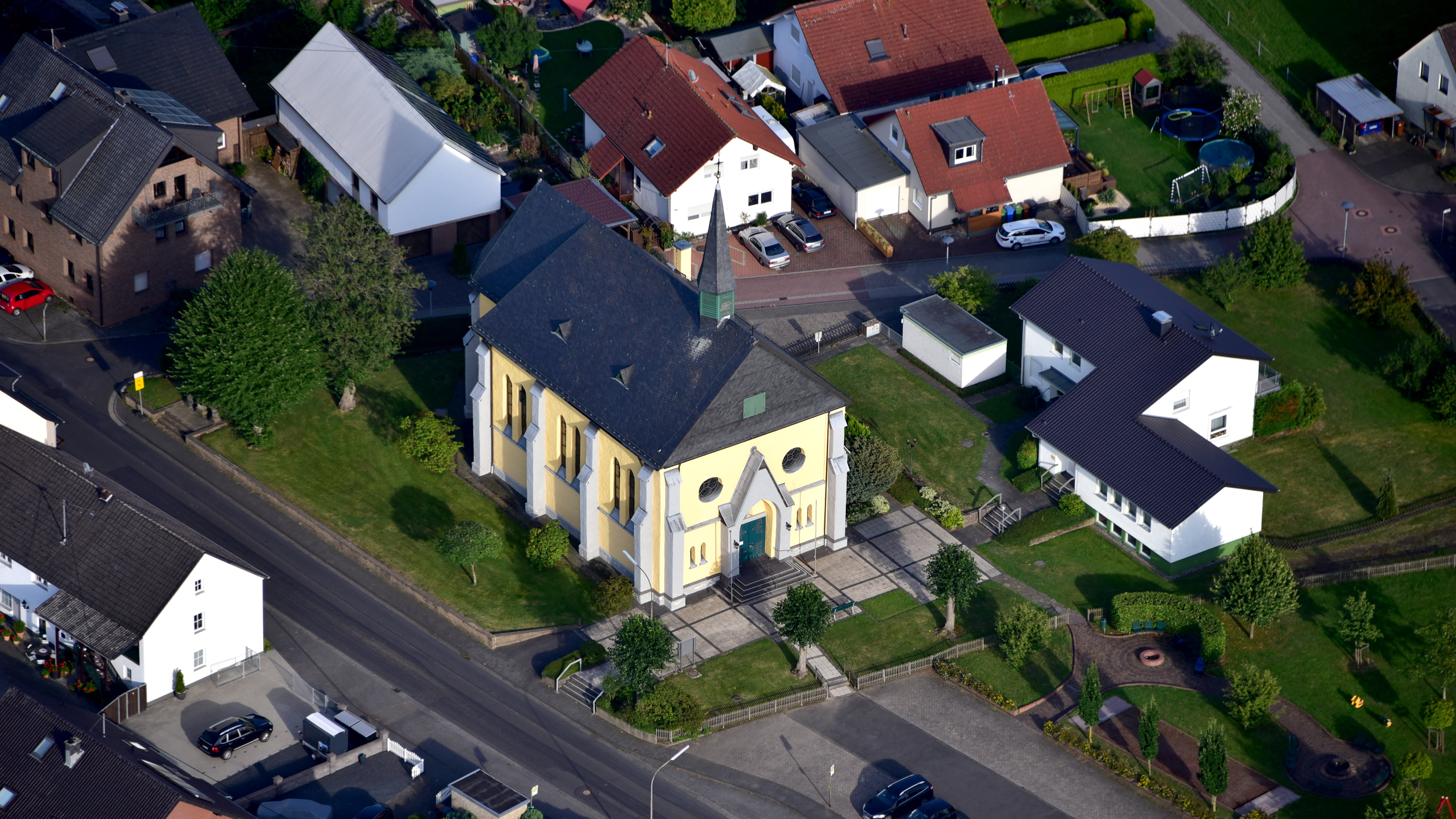
Luftaufnahme der Kirche (2019)

Die Geschichte von Limbach ist mit der Geschichte der Nachbarorte Hussen und Löhe eng verbunden. Die drei Orte gehörten zum „Altenhöver Zehnt“.
Im Jahr 1222 ist ein Heidenreich von Limpach als Ministeriale des Grafen Heinrich III. von Sayn auf der Burg Blankenberg Zeuge einer Schenkung zur Gründung der Abtei Marienstatt. Später nennt sich das Geschlecht „Mant von Limpach“ und steht in Diensten der Herren von Ütgenbach. „Mant“ bezeichnete ein „Richteramt“ der niederen Gerichtsbarkeit.
Die erste urkundliche Erwähnung des Ortes stammt aus dem Jahre 1370, als Rorich von Ütgenbach einen Hof in Limbach für 22 Malter Hafer und drei Malter Korn verpachtet. Von 1515 an sind die Herren von Nesselrode in Limbach begütert.
Der Ort gehörte landesherrlich zum Kurfürstentum Köln und zum Amt Altenwied und war namensgebend für die „Honnschaft Limbach“. Nach einer 1660 vom Kölner Kurfürsten und Erzbischof Maximilian Heinrich angeordneten Bestandsaufnahme hatte Limbach sieben Höfe. 1787 wurde 24 Häuser mit 66 Einwohnern gezählt, 1808 waren es 21 Häuser.
Die Herrschaft Kurkölns in der Region endete 1803 nach über 500 Jahren mit dem Reichsdeputationshauptschluss. Das kurkölnische Gebiet in dieser Region wurde zunächst dem Fürstentum Wied-Runkel zugeordnet und kam 1806 aufgrund der Rheinbundakte zum Herzogtum Nassau. Die Honnschaft Limbach unterstand anschließend der Verwaltung des nassauischen Amtes Altenwied. Nach den auf dem Wiener Kongress geschlossenen Verträgen wurde das Gebiet 1815 an das Königreich Preußen abgetreten.
Limbach wurde eine Gemeinde im damals neu gebildeten Kreis Neuwied im Regierungsbezirk Koblenz und wurde von der Bürgermeisterei Asbach verwaltet. Nach einer Volkszählung aus dem Jahr 1885 hatte die Gemeinde Limbach mit ihren Ortsteilen 906 Einwohner, die in 197 Wohngebäuden und in 11 Wohnplätzen lebten. Zur Gemeinde gehörten die Orte Ditscheid, Graben, Hurtenbach, Hussen, Krumbach, Löhe, Parscheid (teilweise), Sessenhausen, Wester und Zurheiden.
1848 wurde aus privaten Mitteln die erste Kapelle in Limbach gebaut und St. Jakobus geweiht. 1868 wurde die Kapelle vergrößert, Patronin wurde die Rosenkranzkönigin. Die heutige Kirche wurde 1889 gebaut.
1874 erhielt Limbach eine eigene Schule sowie 1931 eine eigene Poststelle der Klasse II im Bezirk des Postamts Asbach, die ab 1966 von der Landpoststelle des Postamts Linz versorgt wurde.
Limbach mit seinen Ortsteilen war bis zum 16. März 1974 eine eigenständige Gemeinde und hatte zuletzt 1.105 Einwohner. Aus ihr und den gleichzeitig aufgelösten Gemeinden Asbach (1.106 Einwohner) und Schöneberg (1.662 Einwohner) sowie einem Teil der Gemeinde Elsaff (1.022 Einwohner) wurde am 16. März 1974 die Ortsgemeinde Asbach neu gebildet. 1987 zählte Limbach 340 Einwohner.

## Sehenswürdigkeiten
Unter Denkmalschutz stehen:
- Katholische Rektoratskirche Maria Rosenkranzkönigin, ein dreiachsiger neugotischer Saalbau von 1889. Die Orgel ist aus dem Jahr 1720 und zum größten Teil noch original erhalten,
- Kriegerdenkmal mit einer Christusfigur auf dem Friedhof
- Ein kleines Fachwerk-Quereinhaus aus dem 19. Jahrhundert.
- Siehe auch: Liste der Kulturdenkmäler in Asbach (Westerwald)

## Schule
- Die Grundschule in Limbach unterrichtet die Kinder aus den Ortsteilen Limbach, Löhe und Hussen.

## Gemeindebürgermeister
Die Gemeindebürgermeister seit 1946 waren:
- 1946–1948 Josef Marnett, Hussen
- 1948–1952 Johann Stroh, Krumbach
- 1952–1965 Johann Marnette, Hussen
- 1965–1969 Johann Hohn. Limbach
- 1969–1972 Johann Limbach, Zurheiden
- 1972–1974 Hermann Limbach, Zurheiden